# Ivo Van Damme
Ivo Van Damme, född 21 februari 1954 i Dendermonde i Oost-Vlaanderen i Belgien, död 29 december 1976 i Orange i Vaucluse i Frankrike, var en belgisk friidrottare (medeldistanslöpare).

## Karriär
Van Damme slog igenom 1973 då han blev fyra på junior-VM. Hans stora genombrott kom vid OS 1976 då han blev silvermedaljör på både 800 och 1 500 meter. Strax före nyår efter det årets säsong omkom Van Damme i en bilolycka.

## Memorial Van Damme
Sedan 1977 har Van Damme fått en internationell friidrottstävling i Bryssel – Memorial Van Damme – uppkallad efter sig.